# Michel Caboche
Pour les articles homonymes, voir Caboche.
Michel Caboche, né le 25 avril 1946 à Rotangy et mort le 15 mars 2021 à La Verrière,, est un biologiste français, directeur de recherche à l'INRA, membre de l'Académie des sciences et du conseil scientifique de l'Office parlementaire d'évaluation des choix scientifiques et technologiques (OPECST).
Il a été directeur adjoint du Laboratoire de biologie des semences INRA-(INA-PG) à Versailles, et a dirigé l'Unité mixte INRA-CNRS-Université d'Evry de recherche en génomique végétale de 2002 à 2007. Il a été président du directoire du programme français de génomique végétale, Génoplante, de sa création en 1999 à 2002. Il est membre du conseil d'orientation de la fondation Écologie d'Avenir.
Michel Caboche est ingénieur diplômé de l'École polytechnique et docteur ès sciences.

## Travaux
Les travaux de recherche de Michel Caboche portent sur la biologie des plantes, en particulier sur le métabolisme du nitrate, les processus de croissance et le remplissage des graines.

## Prix et distinctions
- Prix scientifique Philip Morris (1990)
- Membre de l'Académie des sciences (correspondant en 1993 et titulaire en 2004)[5]
- Membre de l'Academia Europaea (1991)[6]
- Membre de l'EMBO (1995)
- Prix de la société Max Planck et de la fondation Alexander von Humboldt pour la coopération internationale (1996)
- Membre Associé de l'Académie royale de Belgique (1999)
- Chevalier de l'Ordre national du Mérite (2004)
- Chevalier de l'Ordre national de la Légion d'honneur (2010)